# Fridau (Gemeinde Ober-Grafendorf)
Fridau ist eine Ortschaft und eine Katastralgemeinde der Gemeinde Ober-Grafendorf im Bezirk St. Pölten-Land in Niederösterreich. Die Ortschaft hat 118 Einwohner (Stand 1. Jänner 2024).

## Geografie
Das Dorf liegt im Osten von Ober-Grafendorf an der rechten Seite der Pielach, wo auch der Krickelbach einmündet, und ist über die Pielachtal Straße erreichbar. Im Südosten der Ortschaft befindet sich das Schloss Fridau. Am 1. April 2020 umfasste das Dorf 21 Adressen und die gesamte Ortschaft umfasste 28 Adressen.

## Siedlungsentwicklung
Zum Jahreswechsel 1979/1980 befanden sich in der Katastralgemeinde Fridau insgesamt 22 Bauflächen mit 30.491 m² und 20 Gärten auf 25.853 m², 1989/1990 gab es 24 Bauflächen. 1999/2000 war die Zahl der Bauflächen auf 74 angewachsen und 2009/2010 bestanden 40 Gebäude auf 73 Bauflächen.

## Geschichte
Der Ort wurde erstmals im Jahr 1299 als Edelsitz der auf Burg Weißenburg ansässigen Weißenberger erwähnt. 1751 ließ der damalige Besitzer des Schlosses, Freiherr Johann Georg von Grechtler, durch Johann von Fries eine Barchentfabrik einrichten und 1753 das heutige Schloss Fridau neu erbauen. Im Jahr 1822 wurde der Ort mit drei Häusern beschrieben, das nach Ober-Grafendorf eingepfarrt war, wohin auch die Kinder eingeschult wurden. Die Herrschaft Fridau besaß die Ortsobrigkeit, übte die Landgerichtsbarkeit aus, besorgte die Konskription und hatte die Grundherrschaft inne. Laut Adressbuch von Österreich waren im Jahr 1938 in Fridau ein Bäcker, ein Drechsler, ein Gastwirt, ein Hammerschmied, eine Schneiderin und ein Landwirt ansässig.

## Bodennutzung
Die Katastralgemeinde ist landwirtschaftlich geprägt. 46 Hektar wurden zum Jahreswechsel 1979/1980 landwirtschaftlich genutzt und 18 Hektar waren forstwirtschaftlich geführte Waldflächen. 1999/2000 wurde auf 40 Hektar Landwirtschaft betrieben und 23 Hektar waren als forstwirtschaftlich genutzte Flächen ausgewiesen. Ende 2018 waren 34 Hektar als landwirtschaftliche Flächen genutzt und Forstwirtschaft wurde auf 21 Hektar betrieben. Die durchschnittliche Bodenklimazahl von Fridau beträgt 56,5 (Stand 2010).

## Sehenswürdigkeiten
- Schloss Fridau

## Persönlichkeiten
- Johann von Fries (1719–1785), Industrieller und Bankier, errichtete hier eine Barchentfabrik
- Rudolf von Isbary (1827–1892), Industrieller, Reichsratsabgeordneter und Präsident der Wiener Handelskammer, erwarb das Schloss
- Alexander von Musulin (1868–1947), Diplomat, wurde hier geboren
- Josef Trauttmansdorff-Weinsberg (1894–1945), Mitglied der Widerstandsgruppe Kirchl-Trauttmansdorff, wurde hier geboren